# Oxyna parietina
Oxyna parietina is een vliegensoort uit de familie van de boorvliegen (Tephritidae). De wetenschappelijke naam is gepubliceerd in 1758 door Linnaeus, als  Musca parietina, in de tiende editie van Systema naturae.